# Nils Christie
Nils Christie (født 24. februar 1928, død 27. maj 2015) var en norsk sociolog og kriminolog. Han var en af hovedmændene bag kriminologi-forskningen i Norge og var professor i dette gennem en årrække ved Universitetet i Oslo. Et af hans vigtigste bidrag til samfundsdebatten var tanken om i højere grad at lade retssager erstatte af konfliktråd, hvor gerningsmanden blev konfronteret med sit offer, så de sammen kan løse deres konflikt.
Christie skrev en række bøger om samfundsvidenskabelige spørgsmål, som er blevet oversat til flere sprog, herunder dansk. Han blev i 1996 udnævnt til æresdoktor ved Københavns Universitet.

## Dansk bibliografi (udvalg)[3]
- 1990: Til forsvar for ghettoen. Om landsbyer for usædvanlige mennesker
- 1996: Kriminalitetskontrol som industri. På vej mod Gulag, vestlig stil
- 2002: Hinsides institution og ensomhed
- 2004: En passende mængde kriminalitet
- 2012: Små ord om store spørgsmål